# ビタマン
『ビタマン』は、竹書房発行の漫画雑誌。発売日は毎月30日（ただし、流通事情により前後する）。定価は390円でB5判、中綴じ。2018年から休刊中。

## 概要
1990年代前半、ぶんか社が発行する『みこすり半劇場』と同じ読者層をターゲットとした下ネタ4コマ雑誌（艶笑4コマ）として創刊。『みこすり半』同様、岩谷テンホーを中心に据えた作家陣で構成された。
しかし1990年代後半には艶笑系4コマ自体の衰退のあおりを受けて売り上げが伸び悩み、2000年3月に現在のストーリー漫画雑誌にグラビアを付加した「フレッシュグラビアマガジン」というジャンルの、全く別物の雑誌として再スタートを切ることとなった。
掲載されている漫画作品は前身の艶笑4コマ誌の流れを受けてエロを題材とした作品でまとめられており、書店でも成人向け雑誌として扱われているが、竹書房ではあくまで「成年コミック誌」ではなく「青年コミック誌」と標榜している。事実、本誌はストーリー性を重視した作品が多く、性描写に当たるシーンを一定量以下に抑えた構成となっており（陰部を完全にぼかして描写している、過激なプレイが少ないなど）、成年向け指定のマークが入っていない。この系統の雑誌は狭義の成年向け雑誌と区別するために「ソフトエッチコミック」と表現される場合があり、この点は同社の『Dokiッ!』や『Namaikiッ!』と言った雑誌も同じである。なお本誌は流通段階において青テープで封されて成人向け雑誌コーナーに並べられることで、未成年の閲覧や販売を防止しているが、単行本の方は成年向け指定されず、書店によっては通常の漫画と並べられることもあるため、時折各自治体の青少年保護育成条例により有害図書指定を受け、未成年への販売が公的に規制されることがある。
なお、2006年9月号より2008年10月号まで同誌に連載中の作品『ガラスの女神』のメインヒロイン・栗宮ほのかが表紙に描かれていた。同作品は2008年12月号で連載が終了されたため、2008年11月号はハルミチヒロ、2008年12月号からは藤坂空樹のイラストを起用。2009年8月号からは小林拓己もしくは朝森瑞季のイラストが表紙に描かれている。
2018年7月号（5月30日発売）を以って休刊。

## 執筆していた主な作家
ストーリー漫画誌時代以降
- 春輝
- 環望
- 安達拓実
- 結城稜
- 榎木知之
- ヒヤマシュリ
- 月岡麗太郎（『Bクラスラバー』）
- 小林拓己（代表作：『ヴァージンな関係』・続編『ヴァージンな関係R』→コミックマーブルから移籍。）
- 朝森瑞季（代表作：『ガラスの女神』『おしえてまりあ』）
- 藤坂空樹
- ハルミチヒロ（代表作：『ベルベット・キス』）
- ぽんこつわーくす
- 宮原歩
- 東タイラ
- あきなお
- 久遠ミチヨシ
- 滝智次朗
- 花門初海
- 友美イチロウ
- 沢田ふろぺ
- 志峨丘トウキ
- かるま龍狼
- 東野みかん
- 宮原歩
- サイトウヤフ
- 一夢

他
4コマ漫画誌時代
- 岩谷テンホー（『あわびの涙』）
- 浅沼ひろゆき
- あべこうじ
- 上杉しょうへい
- かまちよしろう
- 帰蝶
- さんりようこ（『OLの風俗』など）
- しゅりんぷ小林
- 笑太郎（『笑太郎の笑捻転』）
- 高梨鉄平
- ひろせみほ
- むらかみけいじ
- やまだ三平
- 芳井一味

他